# NGC 1751
NGC 1756 är en öppen stjärnhop i Stora magellanska molnet i stjärnbilden Taffelberget. Den upptäcktes år 1826 av James Dunlop.